# Majella
Majella (ou Maiella) é um maciço localizado na região dos Abruzos, na Itália central, na fronteira entre as províncias de Chieti, Pescara e L'Aquila. Atinge 2793 metros de altitude no Monte Amaro, o que faz deste o segundo ponto mais alto dos Apeninos e da Península Itálica (excluindo os Alpes), após o Corno Grande, sendo o Majella o segundo mais alto maciço da cordilheira, após o Gran Sasso.
O maciço do Majella é formado por um compacto bloco de calcário, e além do Monte Amaro de 2793 m, outros se destacam: Monte Acquaviva com 2737 m, o Monte Focalone de 2676 m, o Monte Rotondo de 2656 m, o Monte Macellaro de 2646 m, o Pesco Falcone de 2546 m e o Cima delle Murelle com 2598 m.
No Majella existe uma cascata de gelo, chamada "Principiante". Está a cerca de 1600 m de altitude, e tem 45 m de altura, não gelando facilmente pois está exposta a oeste. É acessível a partir de Fara San Martino.
O maciço Majella já foi por cinco vezes palco do Giro d'Italia, a Volta à Itália em Bicicleta.

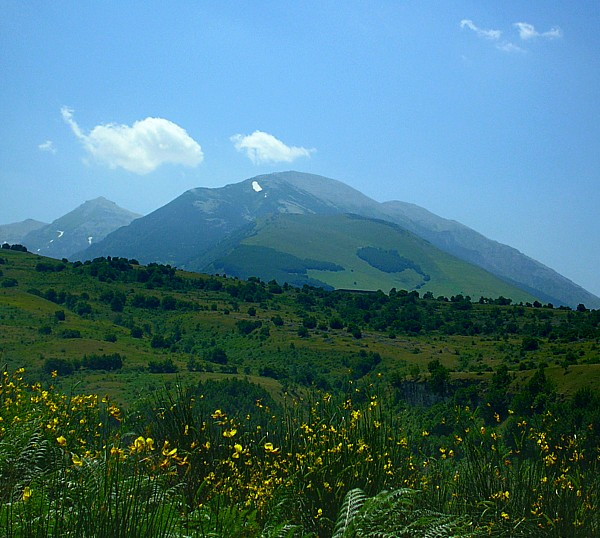
Vista de sudoeste